# Thizy (Yonne)
Thizy is een gemeente in het Franse departement Yonne (regio Bourgogne-Franche-Comté) en telt 156 inwoners (2004). De plaats maakt deel uit van het arrondissement Avallon.

## Geografie
De oppervlakte van Thizy bedraagt 5,6 km², de bevolkingsdichtheid is 27,9 inwoners per km².
De onderstaande kaart toont de ligging van Thizy (Yonne) met de belangrijkste infrastructuur en aangrenzende gemeenten.

## Demografie
Onderstaande figuur toont het verloop van het inwonertal (bron: INSEE-tellingen).